# Rothley
Pour l’article homonyme, voir Rothley (Northumberland).
Rothley est une paroisse civile et un village du Leicestershire, en Angleterre.